# Ludwig Wittmann
Ludwig Wittmann (* 26. Juli 1898 in Massing; † 23. Januar 1972) war ein hessischer Politiker (KPD) und ehemaliger Abgeordneter des Hessischen Landtags.

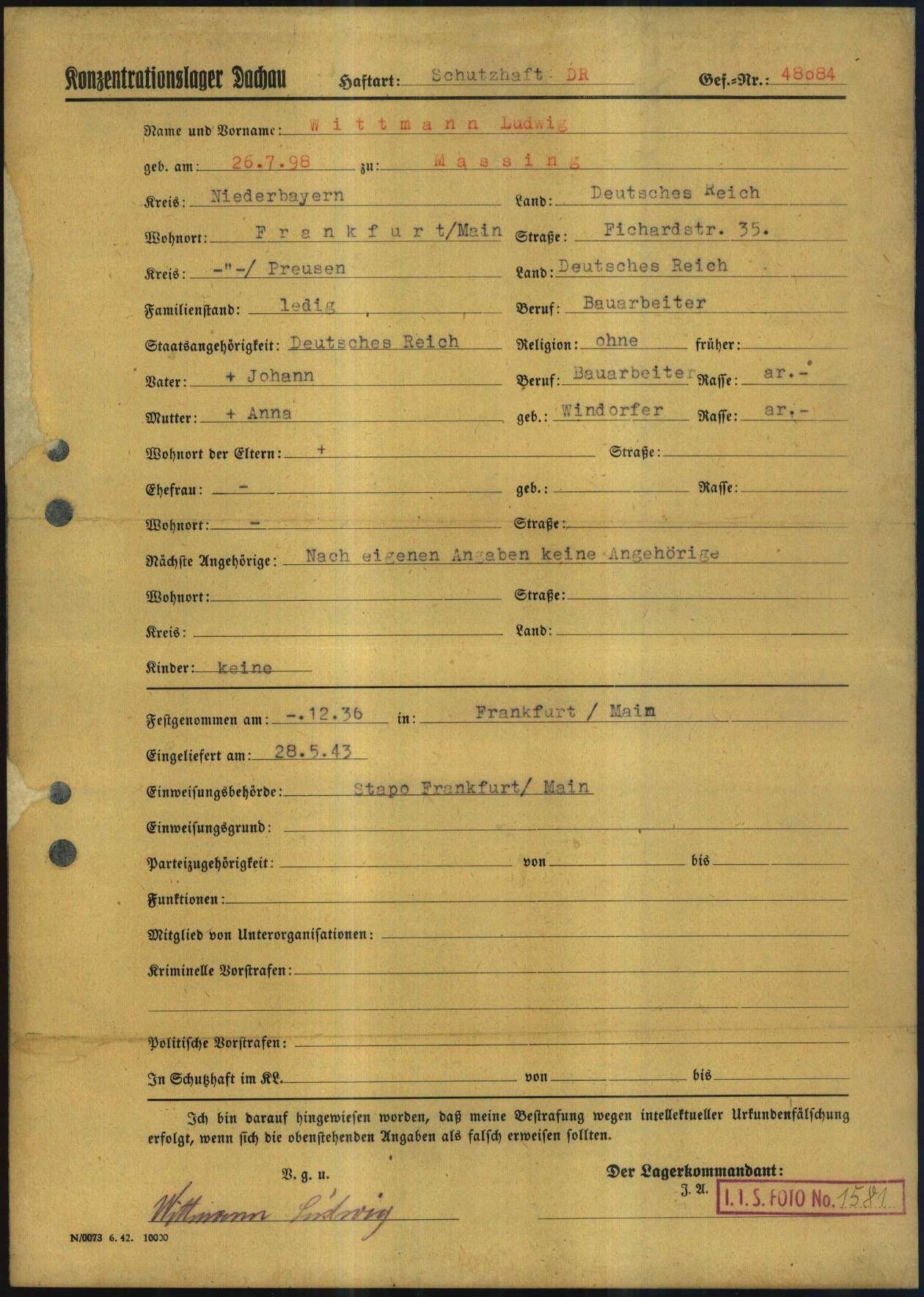
Anmeldeformular von Ludwig Wittmann als Gefangener in nationalsozialistischen Konzentrationslager Dachau

Ludwig Wittmann machte nach der Volksschule eine Lehre als Bauhandwerker und war bis 1933 in diesem Handwerk tätig. 1933 bis 1934 und erneut 1936 bis 1945 wurde er aus politischen Gründen verhaftet (Zuchthaus und KZ).
Ludwig Wittmann war seit 1919 politisch und gewerkschaftlich tätig. 1945 wurde er Parteisekretär der KPD. Vom 19. August 1949 (als Nachrücker für Wilhelm Bauer) bis zum 30. November 1950 war er Mitglied des Hessischen Landtags. 